# Felföldi József
Felföldi József (Újfehértó, 1954. november 10. –) magyar üzletember, zenei producer, motivációs író és filantróp. 1986-ban megalapította ma is működő vállalkozását, a Felföldi Édességgyártó Kft.-t.

## Gyermekkora, tanulmányai
Édesapja, Felföldi József, édesanyja, Csukrán Erzsébet mezőgazdasági vállalkozással foglalkoztak. Ötévesen már az édesapja által neki ajándékozott tehenet gondozta, az eladott tej árából gyarapította zsebpénzét. Kisiskolás korában kezdett komolyabban érdeklődni a kereskedelem iránt.
Újfehértói általános iskolás éveit követően pincérként vállalt munkát. Színészi ambícióinak egy sajnálatos, tizenöt éves korában elszenvedett baleset vetett véget. 1969. december 19-én egy csapágygolyóval töltött hógolyóval kiverték a bal szemét. Az olvasásba, gitározásba menekült.

## Üzleti pályafutása
A kereskedelmi terület foglalkoztatta leginkább, folyamatosan kutatta a befektetési lehetőségeket. Próbálkozásai hol több, hol kevesebb sikert arattak. Első vállalkozása az 1972 és 1988 között megjelentetett Mosoly Album volt, amelyben újszülött gyerekekről készített fotókat. A saját fotólaborral rendelkező műhely kiadványaként megjelenő albumok első számának fényképeit ő maga készítette.
1983-ban az elsők között kezdett gofrit és hamburgert árusítani Debrecen főutcáján. Két évvel később a Colour GMK (gazdasági munkaközösség) által forgalmazott színes képeslapok és társasjátékok jelentették a megélhetését. 1989-ben, a Felföldi Sector kapcsán belekóstolt a nyomdaiparba, majd 1990-től a Felföldi Potpourri Kft. fő tevékenységeként ajándéktárgyak, száraz virágok és fürdősók kereskedelmével foglalkozott.
Máig működő Felföldi Édességgyártó Kft.-je 1986-ban jött létre. A kezdeti tucatnyi alkalmazotti létszám mára közel 300 főre bővült. A vállalkozás beindításához szükséges kezdő lendületet egy rézüst adta meg, amelyet egyik elhunyt barátjának családjától vásárolt. Az üst eredetileg egy cukorka-corpus készítésére kialakított drazséüst. Innen egyenes út vezetett a ma is világszerte ismert Quick Milk Magic Sipper drazsés szívószálak létrejöttéhez 1995-ben. 1998-ra Európa több országában kedvelt árucikké vált, az édességgyár termékeiből évente mintegy 100 millió darabot adnak el a világ több mint 40 országában. A folyamatos fejlesztéseknek köszönhetően az üzem kapacitása jelentősen bővült.

## Művészete
Első versének megjelenése egy Nők Lapjában meghirdetett anyák napi verspályázathoz köthető. Első verses kötetét Út vagyok mindenfelé címmel 1985-ben adta ki.
A zene 15 éves korában kapott helyet az életében. A balesetét követő hónapokban csak a maga szórakoztatására pengette a húrokat. 2013-ban szimfonikus költeménnyel jelentkezett, amelyből CD is készült a Kodály Filharmonikusok közreműködésével. Otthonosan mozog a romantika, a kései barokk, a mai pop és a filmzenék világában is.

## Jogi ügyei
Egy ausztrál cég, a Unistraw Holdings 2007-ben azzal vádolta meg, hogy eltulajdonította az ötletét. Hosszas pereskedés után a bíróság Felföldi cégének javára döntött. Felföldit Németországban is megvádolták, de a düsseldorfi bíróság különbözőnek találta a két terméket, és elutasította a védjegybitorlás megállapítása iránt indított keresetet. A német bíróság szerint Felföldi cége már 2000-ben bemutatta termékét a kölni szakmai vásáron, tehát már azelőtt jelen volt vele az európai piacon, mielőtt az ausztrál cég egyáltalán védjegybejelentést tett volna.
2014 májusában munkatársaival a Hősök terétől az Országházig vonult, így tiltakozva az ellen, hogy az ausztrál céggel folytatott jogvitáját egyedül Magyarországon nem tudja megnyerni. Az Európai Szabadalmi Hivatal is eljárást indított, végül 2016 elején kimondta, hogy a termék a magyar üzletemberé, mivel ő már 2002 előtt is gyártotta a drazsés szívószálat, így az ausztrál céget eltiltotta annak gyártásától és a forgalmazásától.